# Kepler-15 b
Kepler-15 b (KOI-128.01) est une planète extrasolaire (exoplanète) confirmée en orbite autour de l'étoile Kepler-15.
Détectée par le télescope spatial Kepler, sa découverte par la méthode des transits a été annoncée en 2011.
Il s'agirait d'un Jupiter chaud :
| Planète | Masse          | Demi-grand axe (ua) | Période orbitale (jours) | Excentricité | Inclinaison  | Rayon          |
| ------- | -------------- | ------------------- | ------------------------ | ------------ | ------------ | -------------- |
| b       | 0,66 ± 0,09 MJ | 0,057 14 ± 0,000 93 | 4,942 782                |              | 87,44 ± 1,5° | 0,96 ± 0,07 RJ |